# Гуситы

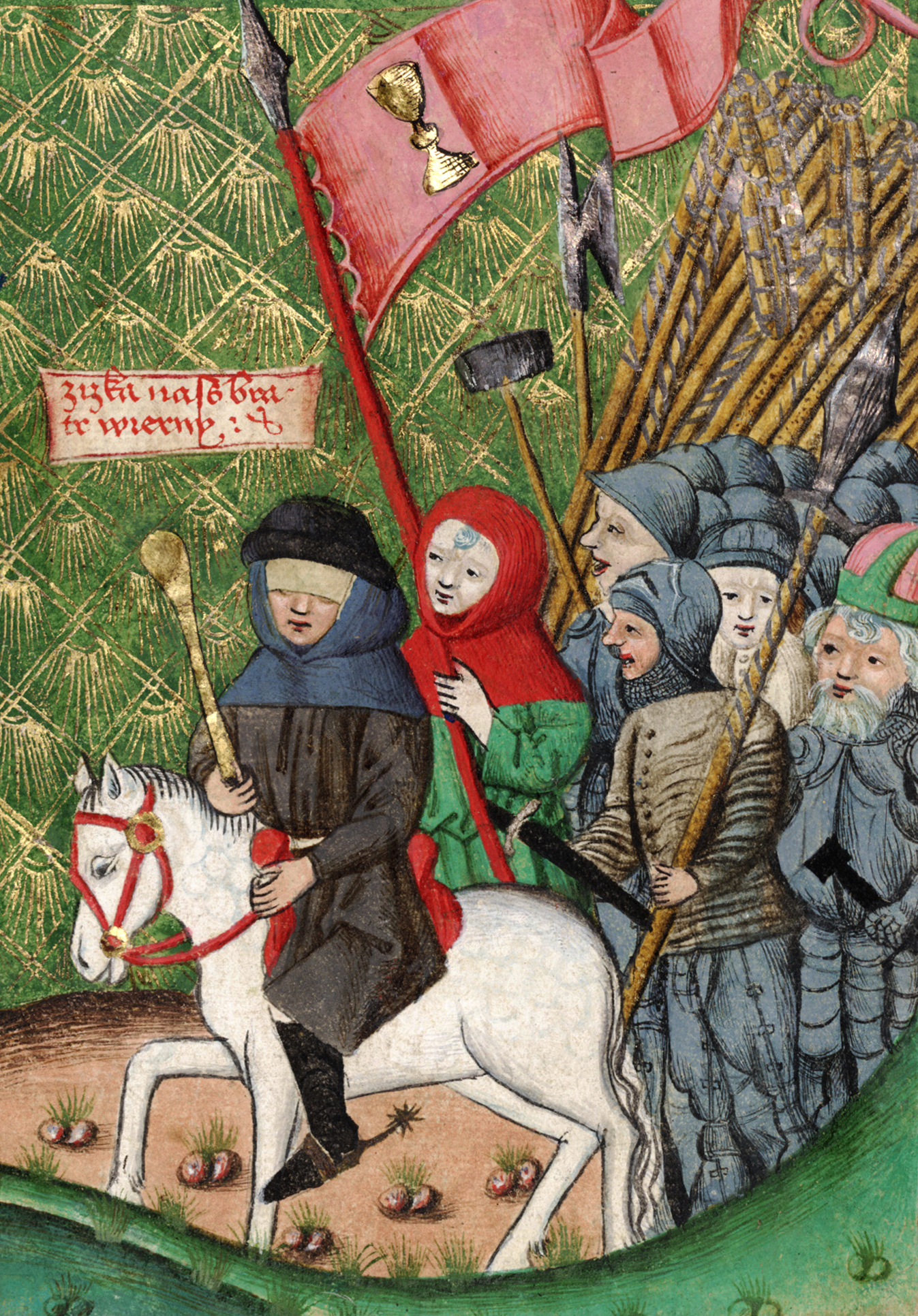
Ян Жижка во главе гуситской армии, Йенский кодекс, XV век

Гуси́ты (чеш. husité) — относятся к чешскому реформаторскому религиозному, а также, в некоторой степени, национально, социально и политически мотивированному движению позднего средневековья. Гуситы родились из круга сторонников магистра Пражского университета Яна Гуса, после сожжения которого в 1415 году они массово распространились в Чешском королевстве и Моравском маркграфстве (и частично в княжествах Верхней Силезии) и начали оказывать значительное влияние на историю Центральной Европы.
Гуситы называли себя «верными» (то есть Правильно верующими) чехами или же божьими воинами. Термин «гуситы» изначально являлся уничижительным, и, в основном, его использовали их противники, считавшие их учение еретическим, позже оно приобрело нейтральное значение.
На формирование идеологии гуситов оказали влияние взгляды Джона Уиклифа, вальденсов и чешского реформатора Матвея из Янова. Радикальные гуситы отрицали авторитет Церкви и признавали лишь Священное Писание, как единственную основу веры. Умеренные гуситы призывали к реформированию Церкви, воспринимали таинства в основном в католическом духе, однако требовали упростить литургию и ввести богослужение на чешском языке.

## Призыв к церковной реформе
К концу правления Карла IV земли чешской короны стали одним из самых могущественных государств центральной Европы, но во время правления его слабого преемника Вацлава IV экономическое и политическое положение страны значительно ухудшилось. Политически это объясняется конфликтом Вацлава IV с церковью, дворянством, а также его братом Сигизмундом, будущим императором Священной Римской Империи. Призыв к нравственному возрождению общества был направлен против Церкви, имевшей своё властное видение пути посмертного спасения душ верующих, а поддерживавшие слабого правителя критики действий церкви происходили из образованной среды Пражского университета.

### Идеи Джона Уиклифа

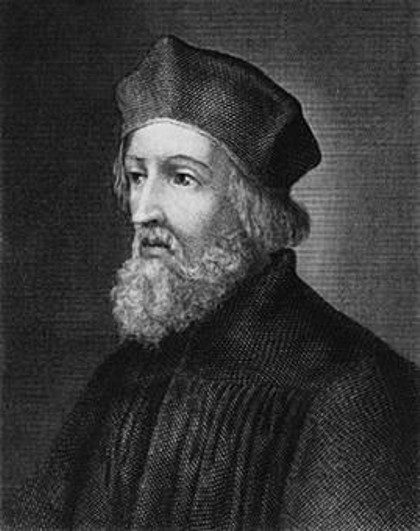
Ян Гус

Университет был местом богословско-философской борьбы — чешским учёным была предоставлена возможность отличиться от немецких номиналистов, приняв идеи Джона Уиклифа, которые были принесены в Богемию Иеронимом Пражским. Взгляды Уиклифа в Праге не были новы, ещё в 1381 году Микулаш Бискупец спорил относительно таинств, в частности об Евхаристии, а архиепископ Ян Йенштейнский «смущал умы» вопросами правомерности передела собственности по итогам восстания 1393 года. Сначала дискуссия между номиналистами и реалистами происходила в рамках научно-богословской ветви рассуждения, но когда в 1403 году немецкая часть университета дружно осудила взгляды доминиканца Яна Хюбнера о мирском устройстве, напряжение значительно усилилось. Папа Григорий XII через архиепископа Праги призывал Карлов университет отвергнуть учение Уиклифа, одного из отцов-основателей протестантизма, но архиепископ Збинек Зайиц из Хазмбурка под давлением короля заявил, что в стране не было никаких заблуждений. Однако к сторонникам схоластического богослова Уиклифа обращались не только его философские взгляды, но прежде всего его идеи о реформе церкви как живой организации, основанной древними апостолами Иисуса Христа, что само по себе порождает богословские противоречия. Ведущими фигурами в кругу реформ были Ян Гус, Иероним Пражский и Якубек из Стршибро. Некоторые из них действовали как проповедники; наибольшей популярностью пользовалась проповедь Яна Гуса в Вифлеемской часовне.

### Дикторы недовольства
Проповедники, требующие исправления существующих условий, появились уже во время правления Карла IV (например, Конрад Вальдхаузер и Ян Милич из Кромержижа). Они обратили внимание на несправедливые условия современной церкви и необходимость реформирования этого института, который дистанцировался от своих первоначальных идеалов и представители которого всё чаще действовали вопреки своим собственным учениям. Во многом это было веянием моды, но в дальнейшем критика стала набирать реальную силу. Каждое ограничение (запрет статей Уиклифа, наложение анафемы на Яна Гуса) только вызывало у проповедников чувство истины и обостряло их риторику, поскольку центральное историческое место в христианском учении занимают образы гонений «от неправедных властей» в сговоре «с неправедным священством». Подавляющее большинство проповедников твёрдо придерживались библейских традиций: они хотели улучшить нынешний порядок, но не менять его полностью с нуля. Цель состояла в том, чтобы вернуться к объединённой церкви, которая заново воплотила бы идеалы ранней церкви. Подданные должны подчиняться властям лишь в случае, когда их решения не противоречат воле Бога, и вот именно правильная передача воли Бога и стала предметом споров между реалистами и номиналистами. Критике также подверглись индульгенции. Сначала идеи реформ распространились среди горожан, а в 10-х годах XV века, когда Ян Гус был сожжён на костре как еретик, взгляды стали распространяться по деревням. Позже слились с идеями хилиазма и приобрели боевой дух.

### Сожжение Яна Гуса

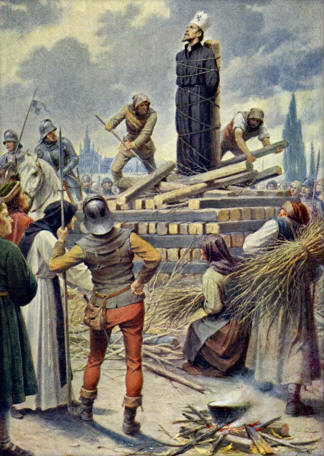
Камил Владислав Муттих — Ян Гус в Констанце

В 1414 году Сигизмунд Люксембургский был избран императором, к началу его правления ситуация в Империи была неспокойной и осложнённой папским расколом. По настоянию Сигизмунда был созван Констанцский собор для решения проблемы трёх пап. Совет также стремился обсудить церковную реформу, имея дело с ересью. Ян Гус также был вызван на собор в рамках этого собрания, но он заранее объявил папу антихристом, отверг авторитет церковного суда и публично обратился к Христу. Учение Гуса, в котором он желает Христа как главы церкви и людей, которые хотят спасения, и доктрина принадлежности к церкви людей в конечном итоге были объявлена ересью. Из писаний Гуса было ясно, что плохо действующий папа не является не только главой церкви, но даже её частью (что было об антипапе Иоанне XXIII, обвинённом в пиратстве и содомии). Поскольку Гус не хотел отказываться от своего учения, он был передан светской власти и сожжён на костре в Констанце 6 июля 1415 года, его прах палачи развеяли над Рейном. Однако сожжение Гуса имело эффект противоположный тому, которого ждал Собор — вместо того, чтобы положить конец еретическому учению, оно ускорило распространение «ереси» в чешских землях, а самого Гуса стали почитать как мученика. Первые протесты возглавило чешское дворянство в главе с Лаком из Краварже, высшим бургграфом Чеджеком из Вартенберка и Бочеком из Подебрад. Набирающие обороты мятежи быстро распространились, и в итоге католические священники были изгнаны из приходов, а странствующие проповедники активизировали сельских жителей, которые начали уходить во время паломничества на гору Табор.

## Гуситское вероисповедание
Якубек из Стршибро пришёл к идее иного толкования разности между духовенством и мирянами, в то время, когда Ян Гус уже находился в соборе Констанцы. Он обнаружил, что служение Вечери Господней мирянам только хлебом было введено Церковью лишь в последние два столетия. Ян Гус ответил, что он не против этого, но что необходимо одобрение совета, чтобы миряне были приняты. Первая сервировка хлеба и чаши произошла по инициативе Якубека в церкви св. Мартина в Праге, по инициативе местного священника Яна Градецкого в конце октября 1414 года. Вскоре его примеру последовали многие церкви Праги. 10 марта 1417 года Пражский университет издал декларацию, одобряющую «оба пути»; принятие подобий распространилось и на другие города и сельскую местность, что привело к тому, что чаша стала символом всего движения.
Споры о вероисповедании сопровождали гуситов с самого начала, так как магистры Пражского университета и сельские радикалы расходились во мнениях по ряду религиозных вопросов. Уже в 1418 году Свято-Вацлавский Синод гуситских священников старался найти более умеренный компромисс, отвергая некоторые «сектантские заблуждения» и пытаясь выторговать примирение с заведомо более сильным противником. Магистры Праги не думали об отделении от Римской церкви, они стремились к соглашению, которое дало бы каликстинцам автономное положение. Умеренная программа Праги не приняла таборских священников, которые в сентябре 1420 года создали свою церковную организацию и назначили во главе её Николая Пелгржимовского. Таким образом, до 1452 года гуситское кредо существовало в двух направлениях: Прага и Табор. В обоих направлениях были также консервативные и радикальные крылья, а наиболее радикальная группа таборских священников вместе с пикартами и адамитами была ликвидирована к 1422 году. В Праге влияние радикалов закончилось казнью Яна Желивского в том же году.
Два гуситских течения различались своим подходом к таинствам, поклонением святым и собственной литургией. Пражские гуситы учитывали церковную традицию и стремились лишь к определённому её упрощению. Из таинств жители Табора признавали только крещение, брак и Вечерю Господню, отвергали толкование о существовании в богословии чистилища и обязательное поклонение назначенным святым. Что касается Евхаристии, пражские богословы придерживались концепции реального присутствия Христа в таинстве жертвенника, в то время как, по мнению таборитов, оно присутствовало здесь только символически. Священники обоих направлений служили мессу на чешском языке, но табориты отказались от ризы. В отличие от таборитов, гуситы пражского направления настаивали на действительном рукоположении священников архиепископом или посвящающими епископами.
Хотя между гуситами было много различий и споров, они смогли договориться об основной общей программе, которая стала известна как «Четыре пражские статьи», согласованные на переговорах в Праге весной 1420 года.
Статьи были провозглашены провинциальным актом 1421 года на Чаславской ассамблее, где представители гуситов рьяно защищали их, и в форме компромисса они также были включены в договор. Изначально радикальные гуситы хотели, чтобы эта программа была обязательной для всей Европы, но, осознав невозможность подобного, удовлетворились чешскими землями. По итогам Базельские договоры стали действительными, так как гуситство перестали считать ересью.

## Крестовые походы против гуситов
Умеренные гуситы (чашники) сформулировали свои требования в документе «Четыре пражские статьи», которые были одобрены таборитскими священниками. На этой основе табориты и чашники объединились против общего врага — императора Священной Римской империи Сигизмунда (брата Вацлава IV и наследника чешской короны), который весной 1420 года организовал крестовый поход против гуситов. Император взял города Северной Чехии и в июне того же года осадил Прагу. Объединённые гуситские войска под руководством Яна Жижки 14 июля 1420 года нанесли сокрушительное поражение крестоносцам. Сейм, созванный в г. Чаславе 3-7 июня 1421 года, избрал новое временное правительство, «Четыре пражские статьи» были провозглашены законом, а Сигизмунд лишён чешского престола.
После смерти Яна Жижки в октябре 1424 года военное руководство движением гуситов возглавил Прокопий Голый, бывший священник, опытный полководец и дипломат. Радикальные гуситы перешли от обороны к наступлению. Они хотели прорвать экономическую блокаду и стремились распространять свои радикальные идеи за пределами Чехии. Гуситы совершили походы в Силезию, Германию и Австрию. По всей Германии распространились манифесты гуситов.
В 1431 году кардинал Джулиано Чезарини организовал новый крестовый поход против гуситов. Начавший свою работу Базельский собор инициировал переговоры с гуситами. Переговоры на Соборе со стороны гуситов возглавлял Прокоп Голый. Два месяца дискуссий в начале 1433 года оказались безрезультатными. Чашники склонялись к компромиссу, в результате которого появился документ Пражские компактаты (1433), в силу которых Базельский Собор разрешил желающим причащение под обоими видами. При посредничестве папского легата чашники и католики заключили между собою союз. Против соглашения выступили табориты. Противостояние двух направлений движения гуситов завершилось сражением у Липан 30 мая 1434 года, где табориты потерпели поражение, а Прокопий Голый погиб.
Религиозные диспуты и мирные переговоры между обеими гуситскими партиями продолжались до Пражского сейма 1444 года, на котором учение таборитов было объявлено заблуждением. Вместе с победою чашников над таборитами стало исчезать религиозное воодушевление первых; хотя они продолжали представлять собою особую церковь, но по духу стали приближаться к католикам, и от прежних гуситских принципов у них остались лишь уважение к памяти Гуса и употребление чаши. Решающее положение в стране захватили чашники, стремившиеся достичь соглашения с Церковью и императором. 5 июля 1436 года между чашниками и императором был заключён мир, в результате которого императором Сигизмундом были ратифицированы Пражские компактаты. Римский папа Евгений IV не признал эти документы.
Реально власть в Чехии после крестовых походов принадлежала политическим союзам, объединявших шляхту и города под управлением гетманов. Одним из них был Йиржи из Подебрад, который в 1452 году взял Табор, положив конец существованию таборитов. В 1458 году на сейме Йиржи (Георгий) был избран чешским королём и в тот же день в присутствии папского легата коронован. Поддержку римского папы Пия II он обеспечил тем, что тайно дал клятву подчиняться Апостольскому Престолу, хранить единство Церкви и противодействовать всякой ереси среди своих подданных. Однако Пий II требовал от нового чешского короля более энергичной борьбы с еретиками, под которыми он понимал всю гуситскую религиозную идеологию и организацию. Но по мнению чешской власти, еретиками были только те, кто не принял Пражские компактаты.
31 марта 1462 года папа Пий II провозгласил Пражские компактаты недействительными, а в 1466 году Павел II предал короля Йиржи анафеме и всех его подданных освободил от присяги. В 1468 году был объявлен новый крестовый поход против Чехии, вылившийся в войну венгерского короля Матьяша Хуньяди, поддержанного чешской католической оппозицией, со сторонниками Иржи. Во время этой войны на чешский престол взошёл сын польского короля, католик Владислав II (династия Ягеллонов).

## Последствия движения гуситов
Гуситский период — один из периодов чешской истории, который вызывает много споров. С одной стороны, это огромное богатство гуситской мысли, с другой — разрушительные войны, которые привели к полному упадку прежнего чешского государства. Идеи гуситов можно назвать «Реформацией до Реформации и революцией до революции». Результаты гуситских войн означали коренное изменение не только религиозных, но и политических условий на чешских землях. Значительный сдвиг в разделении экономической и политической власти создал предпосылки для создания идеи подчёркнуто нерелигиозного бюрократического государства по римскому историческому типу.
Это была первая серьёзная попытка реформирования церкви. По словам Яна Гуса и его последователей, предварительным условием исправления церкви и общества было строгое соблюдение закона Бога. Библия должна была стать высшим авторитетом, превосходящим все человеческие законы, и это символизировало равенство всех перед Богом. Этим идеям через 100 лет последовала Реформация XVI века. Хотя гуситы не выполнили всех требований реформы, чешские земли стали первой (и в то время единственной) страной в Европе, где была узаконена частичная свобода вероисповедания.
Страна обрела независимость, но оказалась в международной изоляции, как экономической, так и культурной. В то же время длительные войны имели негативные последствия. Произошло значительное сокращение населения, что связано не только с военными потерями, но также с голодом и эпидемиями чумы. С уходом нечешской части университетского сообщества и закрытием нескольких факультетов значимость Пражского университета серьёзно снизилась.
Спецификой гуситских войн были целенаправленные нападения на монастыри, сопровождавшиеся их разграблением и уничтожением предметов католического культа.

## В настоящее время
Непосредственно со времён Гуса продолжают действовать «чешские братья», хотя официально они не называют себя гуситами, а также Моравская церковь, изначально ответвление «чешских братьев», но позднее приобретшая большее влияние. Эти движения были первым прецедентом легального существования в Европе некатолических христианских деноминаций.
В настоящее время гуситами себя называют прихожане Чехословацкой гуситской церкви (по разным оценкам, от 100 000 до 180 000 прихожан). Однако непосредственно к гуситскому движению данная церковь не относится. Она была основана в 1918—1920 годах в результате раскола среди клира Римско-католической церкви в Чехии и Моравии. Своё нынешнее официальное название (Чехословацкая Гуситская Церковь) конфессия приняла лишь в 1971 году.

## Внешние отношения
- В 1422 году великий князь литовский Витовт отправил на помощь гуситам пятитысячное литовское войско во главе с князем Жигимонтом Корибутовичем, которое вместе с гуситами отразило четыре крестовых похода императорских войск.
- 23 марта 1430 года Жанна д’Арк надиктовала письмо[2], которое призывало к выступлению крестоносной армии против гуситов до тех пор, пока гуситы не вернутся к католической вере. Захват её самой солдатами англичан и бургундцев двумя месяцами позже «освободил» её от этой миссии.
- В 1452 году гуситское посольство прибыло в Константинополь для установления официальных отношений с Православной церковью. Делегация была встречена очень доброжелательно, но поскольку на следующий год Константинополь пал, никаких практических последствий это не имело.

## Символика гуситов
Типичным символом гуситов, также называемых каликстинцами, была, естественно, чаша святого Грааля. Знамёна с изображением гуся, иногда пьющего из кубка символическую кровь Христову, встречаются и в зарубежных летописях. Самым надёжным источником общей формы гуситских знамён и вымпелов является так называемый Йенский кодекс, на котором изображены красный вымпел с золотой чашей. Однако, из письменных источников известно, что гуситы не только использовали знамёна и вымпелы с чашей, но и шли в бой под знамёнами своих правителей, или знамёнами с изображением Иисуса Христа или Агнца Божьего. Самый известный вариант — красная чаша на чёрном фоне — нигде не упоминается в исторических источниках и восходит к XIX веку.

## Важные даты
- 1391 год — Основание Вифлеемской капеллы в Праге;
- 1392 год — Правила Ветхого и Нового Завета Матфея Генуэзского;
- 1402 год — Проповедник Ян Гуса в Вифлеемской часовне;
- 1403 год — осуждение 45 статей в Вифлеемской капелле;
- 1408 год — Пражский архиепископ дистанцируется от круга реформ;
- 1415 год — смерть Гуса; протесты чешской знати;
- 1416 год — сожжение Иеронима Пражского;
- 1417 год — радикализация гуситов;
- 1419 год — переворот в Праге (дефенестрация советников), в августе смерть короля Вацлава IV;
- 1420 год — основание Табора; Четыре пражские статьи; разгром первого крестового похода в Виткове; смерть Николая Гуся;
- 1421 год — истребление Таборских пикартов и адамитов Жижкой; разгром второго крестового похода под Жатцей;
- 1422 год — Казнь Яна Желивского;
- 1423 год — «Малый Табор» Яна Жижки;
- 1424 год — разгром барского единства под Малешовым; смерть Яна Жижки;
- 1426 год — Прокоп Голи во главе гуситских войск; разгром императорской армии в Усти-над-Лабем;
- 1427 год — Разгром третьего крестового похода;
- 1429 год — встреча с Сигизмундом Люксембургским в Братиславе;
- 1431 год — разгром четвёртого крестового похода под Домажлицами;
- 1434 год — Битва при Липане; смерть Прокопа Голи;
- 1436 год — Базельский договор, становление Сигизмунда Люксембургского королём Богемии; сопротивление Яна Рогача из Дубы.